# Impianto d'alimentazione
L'impianto d'alimentazione è quella parte dei motori termici che serve per l'introduzione della carica fresca (benzina ed aria e nel due tempi anche dell'olio) nel cilindro del motore. Esso lavora accoppiato al sistema di distribuzione che comanda in funzione delle esigenze di motricità del veicolo.

## Funzioni
Tale impianto ha determinati compiti:
- fornire il comburente, tramite un sistema d'aspirazione
- fornire il combustibile, tramite un serbatoio ed eventuali sistemi per l'alimentazione agli organi di miscelazione
- miscelare il combustibile nel comburente, tramite uno o più organi di miscelazione

## Parti
Date le caratteristiche che deve avere tale impianto, si hanno vari organi

### Comando gas
L'acceleratore o comando gas è quel dispositivo azionato dal pilota per determinare l'alimentazione del motore ed attraverso questa le prestazioni del mezzo; questo sistema di comando ha subito un notevole sviluppo soprattutto negli ultimi anni del XX secolo.

### Fonte di comburente (condotti d'aspirazione)

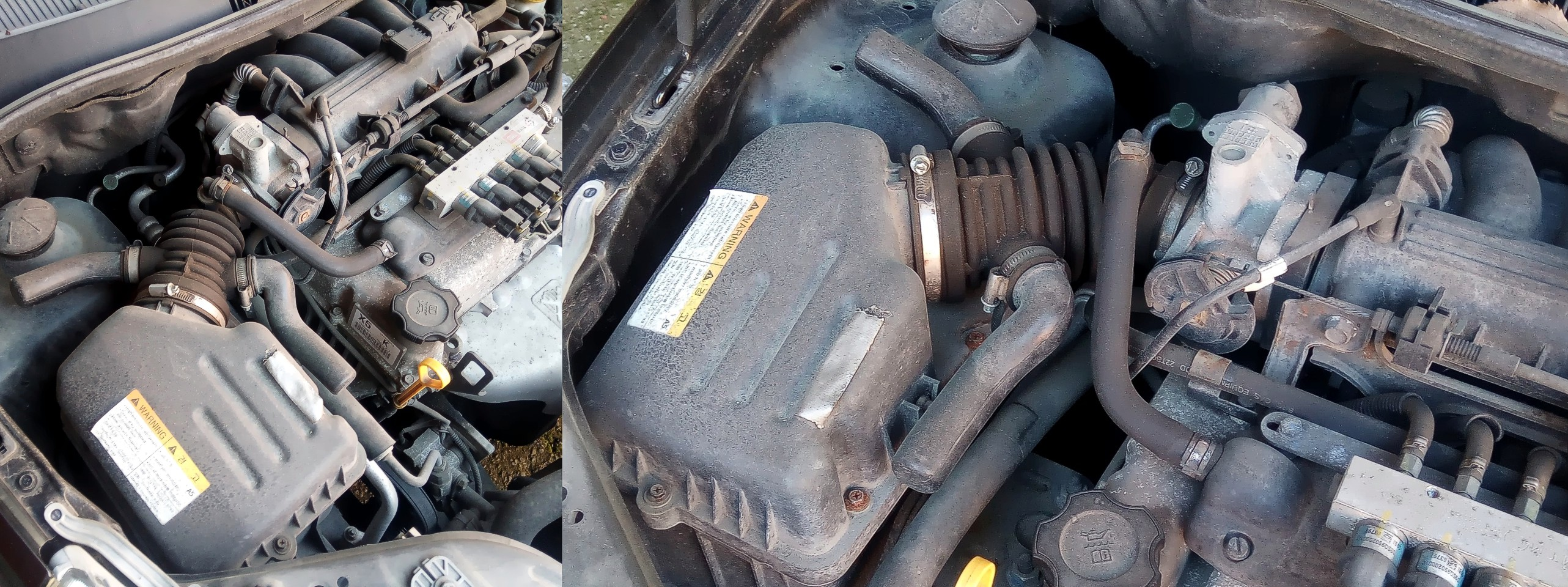
Motore con aspirazione formata da condotti d'aspirazione a risonanza e connessi ad un flauto d'aspirazione, collegato al condotto d'aspirazione munito di risuonatori e che si congiunge alla scatola dell'aria, oltre a recuperare i vapori d'olio

Questa parte del sistema è molto ampia nelle sue parti, infatti è costituita da:

#### Presa d'aria
La presa d'aria costituisce l'inizio del silenziatore d'aspirazione ed è posto a seconda del tipo di mezzo in determinati punti più o meno esposti.

#### Silenziatore d'aspirazione
Il silenziatore d'aspirazione è il condotto che determina il percorso dell'aria dal punto della sua presa fino all'Air-box, che ha il compito di ridurre le vibrazioni/risonanze generate dall'aspirazione e nel richiamo d'aria nell'Air-box, abbattendo il rumore e migliorando l'aspirazione.

#### Air-box (scatola dell'aria)
Quest'organo è molto importante, perché oltre a contenere il filtro dell'aria, permette d'avere una riserva d'aria ferma e dunque sempre pronta all'uso.

#### Filtro dell'aria
Costituisce la parte fondamentale di tale sistema, in quanto è addetto alla purificazione dell'aria, in modo da prolungare la vita operativa del motore.

#### Flauto d'aspirazione
Si tratta di una scatola, che permette di collegare assieme i diversi condotti d'aspirazione, per poi proseguire con un unico condotto d'aspirazione alla scatola aria o alla presa d'aria.

Il suo ruolo è quello di permettere l'adozione della corretta lunghezza dei condotti d'aspirazione, per consentire lo sfruttamento dell'effetto risuonante, quindi dell'inerzia dell'aria che permette un ulteriore riempimento del motore nelle fasi finali di chiusura delle valvole d'aspirazione, pur avendo in queste fasi una pressione nel motore che è maggiore rispetto a quella ambiente e che porta l'aria a fuoriuscire dal motore.

La dimensione e forma dei flauti influisce il funzionamento dei condotti d'aspirazione e lo sfruttamento dell'effetto risuonante, più nello specifico, la dimensione permette una maggiore intensità della risonanza, soprattutto agli alti regimi, mentre la forma può favorire alcuni condotti rispetto ad altri, se non correttamente formata, generalmente nelle versioni più economiche è un semplice cilindro, mentre nelle versioni più costose ha una forma con andamento a stringere (dal condotto d'aspirazione principale e primo condotto d'alimentazione, all'ultimo condotto d'alimentazione) con sezione a "D"

#### Condotto d'aspirazione o cornetti venturi

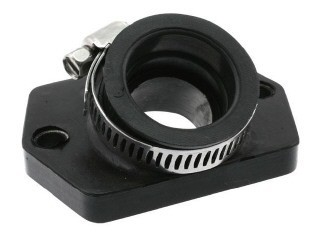
Collettore d'alimentazione

Costituisce oltre che il collegamento tra il sistema di miscelazione (carburatore o iniettore) e il motore (Collettore d'alimentazione), anche il collegamento (Collettore d'aspirazione) dell'Air-box con il sistema di miscelazione (carburatore o iniettore) o in caso tale sistema sia integrato nella stessa Air-Box costituisce un prolungamento per far sì che il riempimento del motore sia ottimale per un determinato funzionamento.
Le misure di questi elementi sono:
- Lunghezza
- Diametro

### Fonte di combustibile

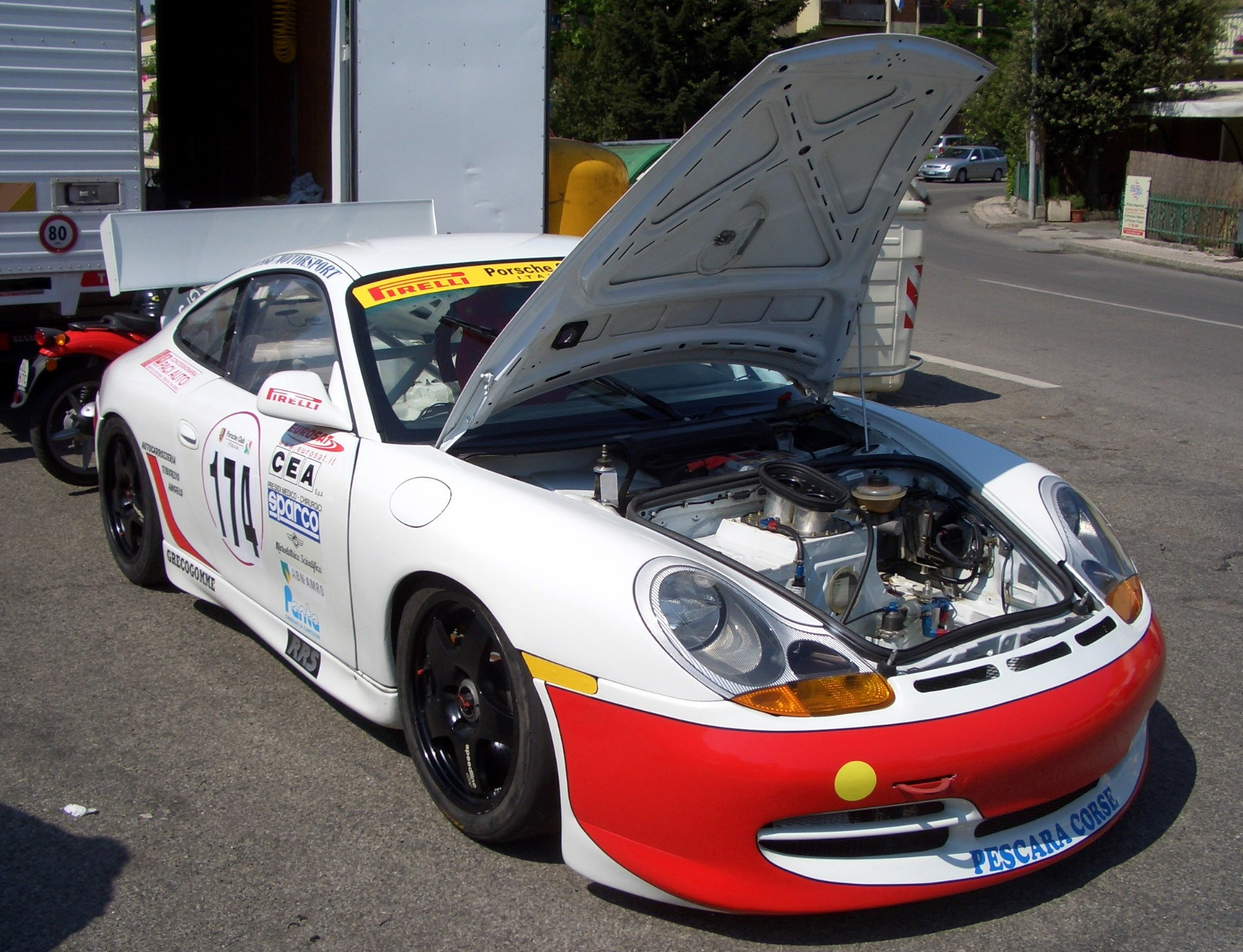
Auto con serbatoio anteriore e bocchettoni aeronautici

#### Bocchetta d'alimentazione
Il bocchettone d'alimentazione è la parte dell'impianto e del serbatoio combustibile che permette il rifornimento del mezzo, inoltre a seconda del tipo di combustibile usato il bocchettone ha delle caratteristiche specifiche.

#### Serbatoio
Questa parte del sistema è molto semplice: consiste nell'avere una riserva di combustibile, tramite un contenitore stagno ricaricabile, che viene chiamato serbatoio.

#### Gestione del combustibile

Spia del carburante

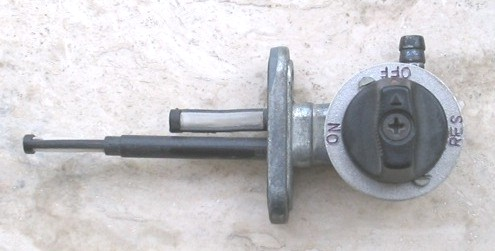
Rubinetto del carburante

Per poter gestire la quantità di combustibile, questo serbatoio può essere munito di:
- Rubinetto, utilizzato nel caso vada ad alimentare l'organo di miscelamento tramite un sistema a caduta, dove va aperto qualora si utilizzi il mezzo e chiuso qualora non sia utilizzato, inoltre alcuni di questi rubinetti sono dotati della posizione di riserva, con una terza posizione del rubinetto, inoltre nel caso di alimentazione a carburatori è consigliabile far svuotare il circuito a valle del rubinetto qualora il mezzo debba sostare per lunghi periodi (Settimane).
- Pompa del carburante, utilizzata nel caso di serbatoi che non si possono alimentare tramite un semplice sistema a caduta, inoltre sono generalmente forniti di un sistema per rimandare il carburante in eccesso al serbatoio.
  - Meccanica, pompa a membrana che funziona tramite la depressione del motore
  - Elettrica, motorino elettrico che gestisce la benzina
- Indicatore riserva, un accorgimento che viene utilizzato su questa fonte è data dalla riserva, che può essere tramite segnalazione a led e/o indicatore di livello.

#### Miscela olio-benzina
Per i motori a due tempi si ha oltre che al combustibile anche l'olio di lubrificazione per il motore, il quale può essere direttamente miscelato nel serbatoio, creando la miscela, oppure essere integrato tramite un sistema di miscelazione separata con il miscelatore e un serbatoio per l'olio, che è provvisto della spia dell'olio.

#### Sistema di filtraggio
Il sistema di filtraggio serve per evitare che le impurità che possono andare o formarsi nel serbatoio vadano nel sistema di miscelamento e di altri organi e ridurre le loro funzionalità.
Questo è generalmente presente prima del rubinetto, prima dell'organo di miscelamento e a volte presente anche lungo il tubo di mandata del combustibile.

### Organo di miscelamento

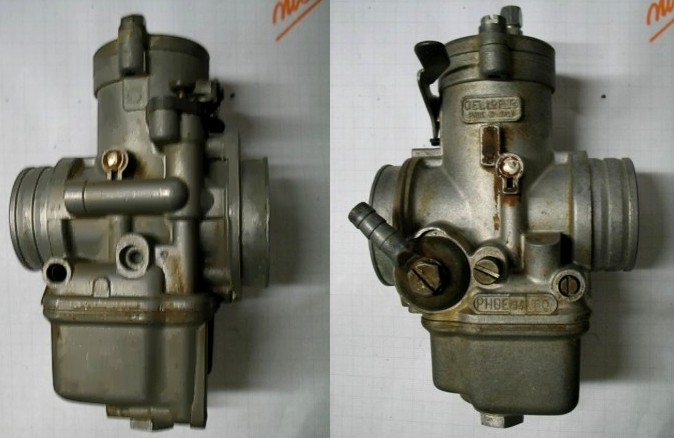
Carburatore motociclistico

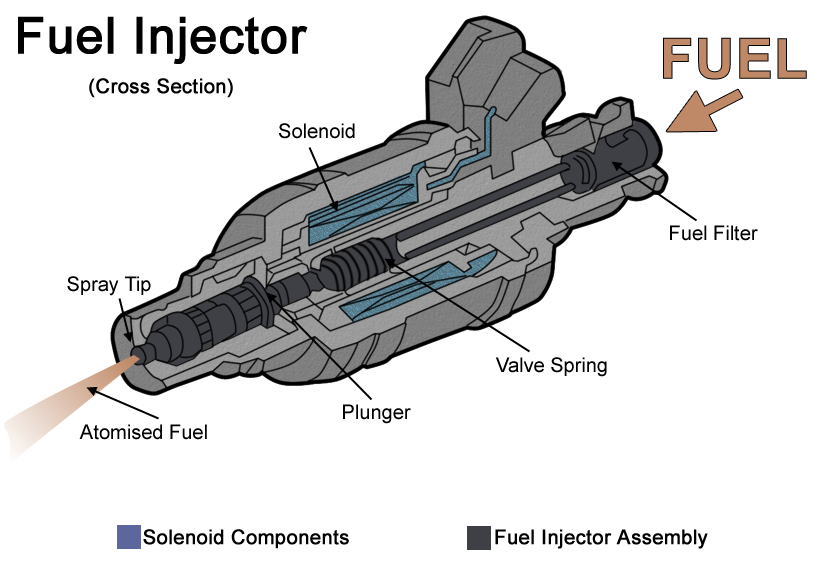
Iniettore

Quest'organo è il cuore del sistema e permette di regolare l'alimentazione del motore tramite il comando del gas, il quale può essere a controllo diretto o tramite sistema elettronico a fili (ride by wire).
Quest'organo può essere di due tipi:
- Carburatore, organo molto semplice e facile da regolare, il quale richiede poche risorse.

- Iniettore e corpo farfallato, organo molto complesso e difficile da regolare, il quale richiede molte risorse, dato che comandato da un ECU.

Con l'andare avanti nel tempo si sono utilizzati sempre di più gli iniettori, i quali secondo le case costruttrici, permettono di fornire emissioni che più facilmente rispettano le direttive europee anti-inquinamento e riducono i consumi di carburante a parità di potenza erogata, risultando tuttavia essere più delicati ed estremamente più complessi in caso di malfunzionamento.

## Sovralimentazione
La sovralimentazione è una parte che è presente su alcuni impianti e che permette d'aumentare l'aspirazione del motore e di conseguenza la sua potenza. Essa può essere attuata tramite diversi sistemi:
- Turbocompressore
  - Compressore centrifugo
- Compressore volumetrico
- Comprex

Questi sistemi vengono montati lungo il condotto d'aspirazione, generalmente prima dell'organo di miscelamento.

## Accorgimenti
Per poter migliorare la funzione o il controllo della miscela aria combustibile si usano alcuni sistemi:
- Taglio dell'alimentazione, l'impianto d'alimentazione quando si trova con il comando gas completamente rilasciato e con un regime motore superiore a una determinata soglia (generalmente 1500 rpm per i motori con limite massimo di 6000 rpm) non fornisce più carburante, ma lascia passare solo l'aria, questo permette di non consumare carburante e aumentare la resa chilometrica, inoltre aumenta il freno motore.
- Pop-off, serve per evitare che il sistema di sovralimentazione eserciti una pressione eccessiva.
- Ricircolo dei gas esausti, accorgimento atto a ridurre i consumi di carburante, con il riutilizzo di parte dei gas esausti (attualmente usato solo su motori a quattro tempi).
- Aspirazione dei vapori d'olio, le esalazioni dell'olio vengono aspirate dal motore per cercare di ridurre l'impatto ambientale di questo con l'ambiente e creare una debole depressione nella coppa olio e migliorare la tenuta delle fasce elastiche.
- Valvola di gestione all'aspirazione o Valvola di restringimento, regola la velocità d'ingresso dei gas freschi evitando di far entrare troppa aria, la quale per effetto delle fasature verrebbe successivamente espulsa fuori dal cilindro (attualmente usata principalmente su motori a quattro tempi) riducendo le perdite per pompaggio, consentendo anche di ridurre i consumi.
- Impianto a risonanza RAM, si ha una struttura tale che permette di sfruttare i fenomeni d'inerzia dell'aria aspirata, in alcuni casi è possibile ottenere una resa volumetrica maggiore di 1.
- Condotto d'aspirazione a lunghezza variabile, il condotto d'aspirazione regola la sua lunghezza in base al funzionamento del motore, accorciandosi o scomponendosi (eliminazione di un determinato tratto) all'aumentare del regime operativo, ottenendo un effetto uguale a quello della "valvola di gestione all'aspirazione" ed usato nei motori con un range operativo molto ampio (da 1.000 rpm a 20.000 rpm per unità termiche di circa 200 cm³) e dove la sola valvola non è più sufficientemente precisa per avere un'alimentazione regolare.
- Ritardo dell'aspirazione, nei motori a due tempi questo ritardo a seconda del sistema di controllo può essere fisso come nel motore a quattro tempi classico o variabile, con una flessibilità maggiore rispetto ad un motore a quattro tempi con "distribuzione a fasatura variabile"
- Lucidatura condotto d'aspirazione attraversato solo da aria, quest'operazione si può eseguire cromando tale zona o semplicemente rendendola molto liscia, questo favorisce lo scorrimento dell'aria.
- Sabbiatura condotto d'aspirazione attraversato da aria e combustibile, si fa diventare porosa tale superficie tramite la sabbiatura, questa porosità permette il formarsi di una pellicola di benzina, che facilita il passaggio della miscela aria benzina, grazie al miglioramento dello strato limite.
- Polmone di recupero, particolare tipologia di sistema a risonanza, che permette il recupero della miscela fresca nei momenti di fase attiva del motore, per una maggiore aspirazione di miscela fresca in fase d'aspirazione.

Solo per motori a quattro tempi:
- Incrocio delle valvole, tecnica che permette di migliorare il richiamo di gas freschi.
- Sistema di distribuzione a fasatura variabile, sistema che permette una gestione più flessibile dei gas freschi

Solo per motori a due tempi:
- Travasi coanda, sistema usato solo nei motori con ammissione lamellare, il quale permette una sua migliore azione.

## Danni/problemi
I danni o problemi che si possono verificare a questo impianto sono molteplici

### Comando gas
Questa parte dell'impianto difficilmente va incontro a problemi, ma comunque i problemi che possono verificarsi sono:
- Bloccaggio del comando gas, questo problema avviene principalmente nei sistemi a comando meccanico per una difficoltà di scorrimento del cavo d'acciaio, il quale può essere poco lubrificato o sfilacciato, nel primo caso è sufficiente una lubrificazione, nel secondo si deve sostituire il filo, ma può essere causato anche da una difficoltà di scorrimento della valvola gas
- Rottura, questo problema avviene solo nei sistemi a comando meccanico e si ha una divisione in due del filo d'acciaio il quale diventa inutilizzabile.

### Fonte di comburente
Per questa parte dell'impianto il problema varia molto d'intensità a seconda della sua localizzazione.
- Rottura o perdita del silenziatore d'aspirazione e coperchio dell'Air.box, quest'elemento costituisce oltre che al silenziatore anche la presa d'aria e la sua perdita d'efficacia è proporzionale al danno, dove il massimo danno è la perdita d'elemento stesso e viene a mancare l'effetto antirisonante e a seconda del tipo di presa anche una riduzione della capacità d'aspirazione.
- Logorio del filtro, il filtro si può strappare con un'errata esecuzione della manutenzione o degradare con il tempo, nel primo caso si ha la perdita dell'effetto purificante, nel secondo una riduzione della capacità filtrante e un rilascio di alcune parti del filtro sotto forma di polvere.
- Scatola filtro (escluso il coperchio) e collettore tra scatola e corpo miscelante, se la scatola del filtro si fora o si sgancia dal collettore che la collega al corpo miscelante (carburatore o iniettore) porta ad un'aspirazione d'aria non filtrata e a una scarburazione, entrambi questi effetti sono proporzionali all'entità del danno, anche se la scarburazione non arriva mai a livelli gravi.
- Collettore tra corpo miscelante e motore, questo tipo di danno è il più grave, dato che oltre a far aspirare aria non filtrata il suo effetto sulla carburazione è molto evidente e può dare carburazione instabile nel casi questo danno non sia pronunciato.

### Fonte di combustibile
Questa parte dell'impianto difficilmente va incontro a problemi, ma comunque i problemi che possono verificarsi sono:
- Blocco del galleggiante, quest'evenienza anche se rara, quando si verifica genera molti problemi, infatti con il galleggiante bloccato non si ha più la reale conoscenza della quantità di carburante e di conseguenza dell'autonomia.
- Occlusione del filtro, il filtro che agisce sul tubo di mandata si può caricare di sporco e occludere, portando inizialmente a una riduzione della portata, fino ad arrivare a blocco totale.
- Rottura del tubo di mandata, con tale fenomeno si ha la dispersione della benzina contenuta nel serbatoio.

### Organo di miscelamento
Questa parte dell'impianto è la più curata e la prima ad essere analizzata in caso di problemi e a volte erroneamente incolpata:
- Sporco, lo sporco che si può accumulare nel tempo ha un effetto progressivo e per questo che andrebbe pulito regolarmente, perché risulta difficile capire quando è sporco e dare problemi di carburazione.
- Bloccaggio, Questa causa riguarda il carburatore e il corpo farfallato, portando ad avere un motore che tende a rimanere alti regimi, in modo proporzionale a tanto quanto si è bloccato aperto e a quanti di questi nei motori con più organi di miscelazione.
- Rottura, quest'evenienza è molto rara e generalmente riguarda l'iniettore e in questo caso si e costretti alla sostituzione, i sintomi di questo danno sono molto vari a seconda del tipo di danno, infatti vanno dal totale impoverimento o dall'eccessivo arricchimento di carburante.
- Mal taratura, in questo caso la colpa è dell'operatore il quale ha erroneamente agito su tale corpo, sia che questo sia il carburatore o l'iniettore.

### Sovralimentazione
In caso di rottura di questa parte dell'impianto possono esserci spiacevoli conseguenze per il motore:
- Rottura del turbocompressore, la rottura di tale organo è molto grave, perché con la sua rottura si liberano molti piccoli corpi nel condotto d'aspirazione, rovinando in maniera irreversibile il motore (possibile grippaggio).
- Rottura del compressore volumetrico o del compressore centrifugo, la rottura di tale organo è generalmente meno grave, dato che in questo caso l'organo in questione difficilmente danneggia il motore, ma si blocca e limita o blocca il flusso d'aria al motore.